# Aleucanitis
Aleucanitis is een geslacht van vlinders van de familie spinneruilen (Erebidae), uit de onderfamilie Catocalinae.

## Soorten
- A. aberrans Staudinger, 1888
- A. albofasciata John
- A. austera John
- A. calamiodes Snellen, 1887
- A. catocalis Staudinger, 1882
- A. caucasica Kollar, 1846
- A. flexuosa Ménétriés, 1849
- A. habibazel Dumont
- A. herzi Alphéraky, 1895
- A. hyblaeoides Moore
- A. indecora John, 1910
- A. judaica Hampson, 1926
- A. kusnezovi John, 1910
- A. langi Erschoff, 1874
- A. mesoleuca Walker, 1869
- A. nephelostola Hampson, 1926

- A. obscurata Staudinger, 1882
- A. pamira John
- A. saisani Staudinger, 1882
- A. scolopax Alphéraky, 1892
- A. sculpta Püngeler, 1904
- A. sesquilina Staudinger, 1888
- A. sinuosa Staudinger, 1884
- A. stuebeli Calberla, 1891
- A. tenera Staudinger, 1877